# Steel Meets Steel – Ten Years of Glory
Steel Meets Steel – Ten Years of Glory är ett samlingsalbum av metalbandet Hammerfall, som utgavs 12 oktober 2007.

## Låtlista

### CD 1
1. The Abyss (Dronjak)
2. Last Man Standing (Dronjak)
3. HammerFall v2.0.07
4. The Dragon Lies Bleeding
5. Steel Meets Steel
6. Glory To The Brave
7. Heeding The Call
8. At The End Of The Rainbow
9. Legacy Of Kings
10. Let The Hammer Fall [Live]
11. Templars Of Steel
12. Renegade
13. Always Will Be
14. Keep The Flame Burning
15. Riders Of The Storm

### CD 2
1. Hearts On Fire
2. Crimson Thunder
3. Hero's Return
4. Blood Bound
5. Secrets
6. Fury Of The Wild
7. Never, Ever
8. Threshold
9. Natural High
10. Dark Wings, Dark Words
11. The Fire Burns Forever
12. Restless Soul (Elmgren/Cans)
13. The Metal Age [Live]
14. Stone Cold [Live]

## Singel
- Last Man Standing

## Medverkande
- Joacim Cans – sång (1996 - idag)
- Oscar Dronjak – gitarr, sång (1993 - idag)
- Stefan Elmgren – gitarr, sång (1997 - idag)
- Fredrik Larsson – bas, sång (1994-1997, 2007 - idag)
- Anders Johansson – trummor (1999 - idag)
- Johann Larsson – bas (1993-1994)
- Niklas Sundin – gitarr (1993-1995)
- Mikael Stanne – sång (1993-1996)
- Jesper Strömblad – trummor (1993-1996)
- Glenn Ljungström – gitarr (1995-1997)
- Patrik Räfling – trummor (1997-1999)
- Magnus Rosén – bas (1997-2007)